# Arthroleptis
Arthroleptis es un género de anfibios de la familia Arthroleptidae que habita en las zonas tropicales de África.

## Especies
Se reconocen las siguientes 48 según ASW:
- Arthroleptis adelphus, Perret, 1966
- Arthroleptis adolfifriederici, Nieden, 1911
- Arthroleptis affinis, Ahl, 1939
- Arthroleptis anotis[2] Loader, Poynton, Lawson, Blackburn & Menegon, 2011
- Arthroleptis aureoli (Schiøtz, 1964)
- Arthroleptis bioko Blackburn, 2010
- Arthroleptis bivittatus, Müller, 1885
- Arthroleptis brevipes, Ahl, 1924
- Arthroleptis carquejai, Ferreira, 1906
- Arthroleptis crusculum Angel, 1950
- Arthroleptis fichika Blackburn, 2009
- Arthroleptis formosus[3] Rödel, Kouamé, Doumbia & Sandberger, 2011
- Arthroleptis francei, Loveridge, 1953
- Arthroleptis hematogaster (Laurent, 1954)
- Arthroleptis kidogo Blackburn, 2009
- Arthroleptis krokosua Ernst, Agyei, & Rödel, 2008
- Arthroleptis kutogundua[4] Blackburn, 2012
- Arthroleptis lameerei De Witte, 1921
- Arthroleptis langeri Rödel, Doumbia, Johnson, & Hillers, 2009
- Arthroleptis loveridgei De Witte, 1933
- Arthroleptis mossoensis (Laurent, 1954)
- Arthroleptis nguruensis Poynton, Menegon & Loader, 2009
- Arthroleptis nikeae, Poynton, 2003
- Arthroleptis nimbaensis Angel, 1950
- Arthroleptis nlonakoensis (Plath, Herrmann & Böhme, 2006)
- Arthroleptis nyungwensis Dehling, 2023
- Arthroleptis palava Blackburn, Gvoždík & Leaché, 2010
- Arthroleptis perreti Blackburn, Gonwouo, Ernst & Rödel, 2009
- Arthroleptis phrynoides (Laurent, 1976)
- Arthroleptis poecilonotus Peters, 1863
- Arthroleptis pyrrhoscelis Laurent, 1952
- Arthroleptis reichei Nieden, 1911
- Arthroleptis schubotzi Nieden, 1911
- Arthroleptis spinalis Boulenger, 1919
- Arthroleptis stenodactylus Pfeffer, 1893
- Arthroleptis stridens (Pickersgill, 2007)
- Arthroleptis sylvatica (Laurent, 1954)
- Arthroleptis taeniatus Boulenger, 1906
- Arthroleptis tanneri Grandison, 1983
- Arthroleptis troglodytes Poynton, 1963
- Arthroleptis tuberosus Andersson, 1905
- Arthroleptis variabilis Matschie, 1893
- Arthroleptis vercammeni (Laurent, 1954)
- Arthroleptis wahlbergii Smith, 1849
- Arthroleptis xenochirus Boulenger, 1905
- Arthroleptis xenodactyloides Hewitt, 1933
- Arthroleptis xenodactylus Boulenger, 1909
- Arthroleptis zimmeri (Ahl, 1925)

## Publicación original
- Smith, A. 1849. Illustrations of the zoology of South Africa, consisting chiefly of figures and descriptions of the objects of natural history collected during an expedition into the interior of South Africa, in the years 1834, 1835, and 1836; fitted out by "The Cape of Good Hope Association for Exploring Central Africa" : together with a summary of African zoology, and an inquiry into the geographical ranges of species in that quarter of the globe, vol. 3, Appendix.